# محمدمهدی ایمانی‌پور
محمدمهدی ایمانی‌پور (زاده ۱۳۴۳ تهران) روحانی ایرانی و رئیس سازمان فرهنگ و ارتباطات اسلامی از آبان ۱۴۰۰ است. وی دارای تحصیلات عالی حوزوی، مدرس و محقق در زمینه حقوق اسلامی و کلام اسلامی است. از او مقالات متعددی در مجلات داخلی و خارجی منتشر شده‌است.
ایمانی‌پور در آبان ۱۴۰۰ بنا بر مصوبه شورای عالی سازمان فرهنگ و ارتباطات اسلامی، موافقت رهبر جمهوری اسلامی ایران و با حکم محمدمهدی اسماعیلی وزیر فرهنگ و ارشاد اسلامی به ریاست سازمان فرهنگ و ارتباطات اسلامی منصوب شد. محمدمهدی ایمانی‌پور رئیس سازمان فرهنگ و ارتباطات اسلامی، در تاریخ ۹ بهمن ۱۴۰۳، برای مدت سه سال دیگر با موافقت رهبر جمهوری اسلامی ایران و ابلاغ سیدعباس صالحی وزیر فرهنگ و ارشاد اسلامی در سمت خود ابقا شد.
 وی در حال حاضر رئیس شورای سیاست‌گذاری ادیان در جمهوری اسلامی ایران است.

## آثار
اسلام و چالش‌های دوره مدرن